# Ошен-Бриз (Флорида)
Ошен-Бриз (англ. Ocean Breeze), ранее Ошен-Бриз-Парк (англ. Ocean Breeze Park), — муниципалитет, расположенный в округе Мартин (штат Флорида, США) с населением в 463 человека по статистическим данным переписи 2000 года.

## География
По данным Бюро переписи населения США муниципалитет Ошен-Бриз имеет общую площадь в 0,52 квадратных километров, водных ресурсов в черте населённого пункта не имеется.
Муниципалитет Ошен-Бриз расположен на высоте 2 м над уровнем моря.

## Демография

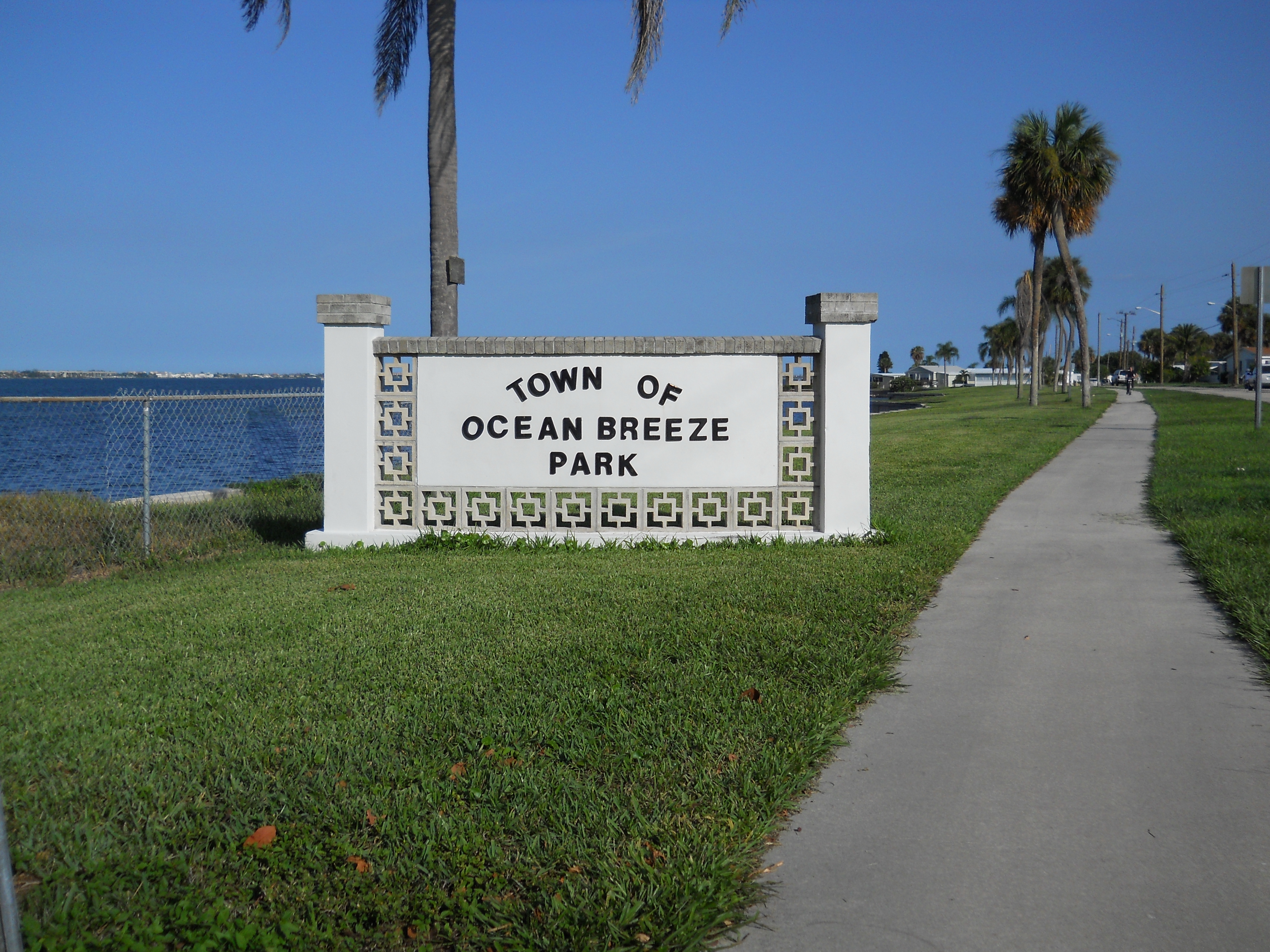
На въезде в муниципалитет Ошен-Бриз

По данным переписи населения 2000 года в Ошен-Бриз проживало 463 человека, 107 семей, насчитывалось 335 домашних хозяйств и 579 жилых домов. Средняя плотность населения составляла около 890,38 человека на один квадратный километр. Расовый состав населённого пункта распределился следующим образом: 98,49 % белых, 1,08 % — чёрных или афроамериканцев, 0,43 % — представителей смешанных рас, Испаноговорящие составили 1,08 % от всех жителей.
Из 335 домашних хозяйств в 0,3 % воспитывали детей в возрасте до 18 лет, 26,9 % представляли собой совместно проживающие супружеские пары, в 4,8 % семей женщины проживали без мужей, 67,8 % не имели семей. 63,6 % от общего числа семей на момент переписи жили самостоятельно, при этом 43,9 % составили одинокие пожилые люди в возрасте 65 лет и старше. Средний размер домашнего хозяйства составил 1,38 человек, а средний размер семьи — 2,05 человек.
Население муниципалитета по возрастному диапазону по данным переписи 2000 года распределилось следующим образом: 0,2 % — жители младше 18 лет, 0,4 % — между 18 и 24 годами, 5,4 % — от 25 до 44 лет, 27,4 % — от 45 до 64 лет и 66,5 % — в возрасте 65 лет и старше. Средний возраст жителей составил 70 лет. На каждые 100 женщин в Ошен-Бриз приходилось 83,0 мужчин, при этом на каждые сто женщин 18 лет и старше приходилось 83,3 мужчин также старше 18 лет.
Средний доход на одно домашнее хозяйство составил 15 709 долларов США, а средний доход на одну семью — 27 813 долларов. При этом мужчины имели средний доход в 17 083 доллара США в год против 25 208 долларов среднегодового дохода у женщин. Доход на душу населения составил 15 709 долларов в год. 14,6 % от всего числа семей в населённом пункте и 15,3 % от всей численности населения находилось на момент переписи населения за чертой бедности, при этом 12,7 % жителей были в возрасте 65 лет и старше.